# Pjastovići
Pjastovići (polj. Piastowie), vladarska dinastija koja je vladala Poljskom od 960. do 1370. godine, s titulama knezova, a potom i kraljeva.
Bočne grane obitelji su nastavile upravljati kneževinama Mazovijom (do 1526.) i Šleskom (1675.).

## Povijest
Ime su dobili po legendarnom rodonačelniku Pjastu, seljaku iz Gnjezna koji je pripadao plemenu Poljana.
Knez Mješko I. († 992.) je primio kršćanstvo i uveo ga u Poljsku krajem 10. stoljeća. Uspio je sačuvati samostalnost Poljske obranivši je od njemačkih napada. Njegov sin Boleslav I. Hrabri (992. – 1025.) okončao je 1001. zavisnost od Njemačke, proširio je državu na Lužice, Češku, Moravsku i Slovačku i dao se 1025. okruniti za poljskog kralja.
Tim osvajanjima Poljska je početkom 11. stojeća dostigla svoj najviši uspon pod Pjastovićima, obuhvativši Pomeraniju i zemlje oko Labe i Odre. U to doba i nadbiskupija u Gnjeznu stiče samostalnost.
Od kraja 11. stoljeća počinju međusobne borbe među Pjastovićima i dodjeljivanje udjelnih kneževina članovima porodice, što im je dodatno oslabilo vlast i snagu poljske države. Poljsku su potresli stalni napadi i pljačke Nijemaca koji su 1122. za vladavine poljskog kralja Boleslava III. Krivoustog osvojili zapadno Pomorje. Nakon njegove smrti nastupio je dugi period rascjepkanosti države na nekoliko kneževina pa je Poljska izgubila nekadašnje značenje i postala plijen susjednih zemalja.
Nakon tatarskih prodora koji su u 13. stoljeću opustošili zemlju poljski knezovi su poticali naseljavanje njemačkih obrtnika i seljaka.
Kralj Kazimir III. Veliki (1333. – 1370.) uspio je prevladati rascjepkanost i ujediniti poljske zemlje te ekonomski i kulturno unaprijediti državu. Glavna loza Pjastovića prestaje njegovom smrću, jer nije imao potomaka.